# Gipfelflur

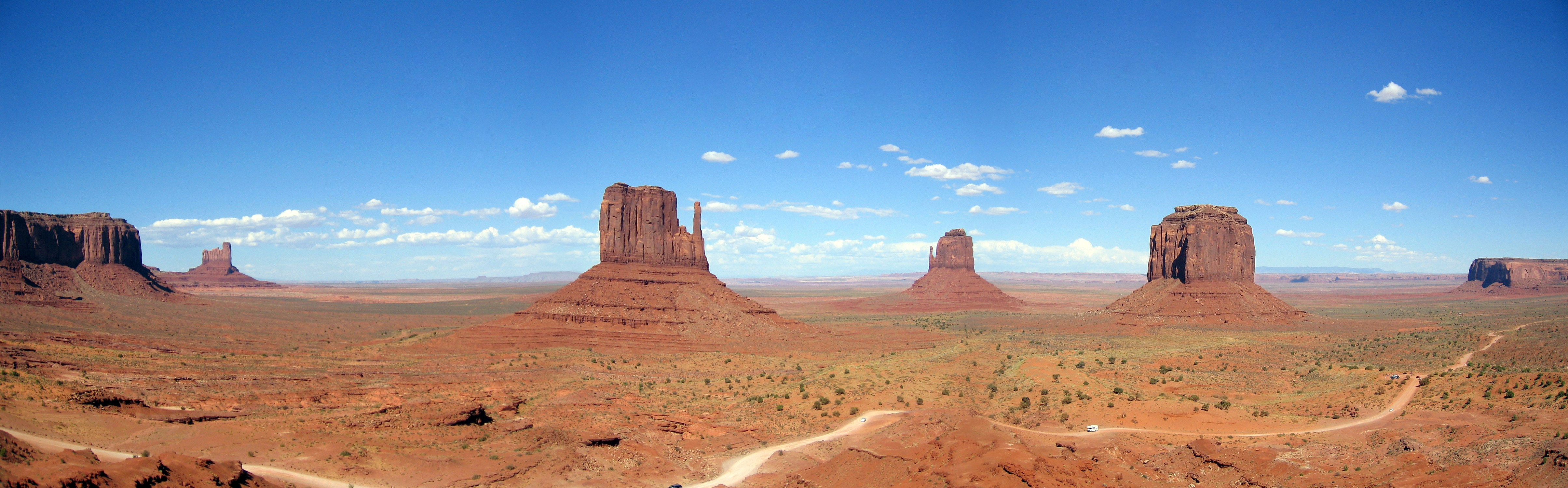
Die Tafelberge des Monument Valley sind Reste einer ehemaligen Ebene, die die heutige Gipfelflur bestimmt

Als Gipfelflur bezeichnet man in der Topografie, Geologie und Geomorphologie das Phänomen, dass in vielen Mittel- und Hochgebirgen die höchsten Gipfel ungefähr auf gleicher Höhe liegen, wobei eine Schwankungsbreite von ±100 bis 300 Höhenmetern inkludiert ist. Auch die Ebene dieser Gipfel selbst, das „höchste Stockwerk“ eines Gebirges, wird manchmal als Gipfelflur bezeichnet.
Der Begriff Gipfelflur wurde 1919 vom Geografen Albrecht Penck geprägt und hat als Germanismus auch in anderssprachige Fachliteratur Eingang gefunden. Murawskis Geologisches Wörterbuch definiert in Anschluss an Penck die Gipfelflur als «gedachte Tangentialfläche, die in einem Gebirge die jeweils höchsten selbständigen Gipfel berührt. Sie ist vom geologischen Aufbau unabhängig.»
In den Ostalpen ist dieses Phänomen z. B. im Lechquellengebirge und den Schladminger Tauern deutlich ausgeprägt. Bisweilen sind auch zwei Gipfelfluren vorzufinden, was mit unterschiedlichen Gesteinsarten und ihrer Erosion zu tun hat.
Das Vorliegen von Gipfelfluren wird häufig als Hinweis interpretiert, dass auf dieser Ebene früher Landoberflächen lagen, aus denen durch Erosion Täler geformt wurden. Bei solchen Ebenen kann es sich beispielsweise um Rumpfflächen oder ehemalige Lavadecken handeln, auf deren Höhe sich Tafelberge herausbilden. Die Höhe der ehemaligen Erdoberfläche gibt in diesem Fall das höchste Niveau vor, das Gipfel in diesem Gebirge maximal erreichen können, bei Gebirgen, die durch relativ rasche tektonische Hebungen entstanden sind, fehlt daher ein solcher stockwerkartiger Bau. Bei weiterer länger andauernder Denudation kann die Gipfelflur aber auch unterhalb dieser ehemaligen Oberfläche zu liegen kommen: Aufgrund gleicher geologischer Voraussetzungen und Witterungseinflüsse bleiben die Gipfelhöhen relativ zueinander trotz Verlustes an absoluter Höhe konstant, sodass die Gipfelflur erhalten bleibt. Unterstützt wird eine solche Nivellierung durch Isostasieeffekte. Ebenso kann die Gipfelflur im Zuge von Hebungen ein höheres Niveau als das ursprüngliche erreichen.
Gipfelfluren können auch in eine Richtung hin absinken, selten können auch zwei unterschiedlich hohe Gipfelfluren knapp nebeneinanderliegen.